# Jiří Čáslavka
Jiří Čáslavka (* 15. července 1972 Pardubice) je český ekonom a politik, v letech 2006 až 2010 zastupitel městské části Praha 10, od roku 2018 zastupitel městského obvodu Pardubice I. V minulosti člen US-DEU, SZ a TOP 09, nyní nestraník za Piráty.

## Život
Vystudoval etnologii na Filozofické fakultě Univerzity Karlovy v Praze a mezinárodní ekonomii na Vysoké škole ekonomické v Praze.
Působil jako poradce Karla Schwarzenberga na Ministerstvu zahraničních věcí ČR či jako regionální ředitel pro střední a jihovýchodní Evropu v mezinárodní firmě podnikající v oboru informačních technologií. V současnosti pracuje v pražském analytickém centru Glopolis, kde vede sekci ekonomických a finančních politik. Zároveň je členem správní rady bruselského think-tanku Eurodad.
Jiří Čáslavka je rozvedený a má dvě děti.

## Politické působení
V komunálních volbách v roce 1998 neúspěšně kandidoval jako člen US-DEU do Zastupitelstva Městské části Praha 10. Uspěl až v komunálních volbách v roce 2006 jako člen Strany zelených.
V rámci Strany zelených se věnoval zahraniční politice a byl ekonomickým expertem strany. Byl lídrem kandidátky SZ ve volbách do Poslanecké sněmovny PČR v roce 2013. Čáslavka opustil Stranu zelených na konci února roku 2015 a jako důvod uvedl její levicový radikalismus.
Ve volbách do Senátu PČR v roce 2016 kandidoval za TOP 09 v obvodu č. 43 – Pardubice. Se ziskem 8,76 % hlasů skončil na 6. místě a do druhého kola nepostoupil.
V komunálních volbách v roce 2018 byl zvolen jako nestraník za Piráty zastupitelem městského obvodu Pardubice I.